# Menino do Rio
Menino do Rio é um filme brasileiro de 1982, do gênero aventura, dirigido por Antônio Calmon.

## Sinopse
O jovem surfista Ricardo Valente se apaixona pela modelo Patrícia Monteiro, menina rica e sofisticada. Para conquistar o seu amor ele terá de enfrentar o preconceito da família e a fúria do noivo de Patrícia.

## Elenco[1]
- André De Biase... Ricardo Valente
- Cláudia Magno... Patrícia Monteiro
- Sérgio Mallandro... Zeca
- Ricardo Graça Mello... Pepeu
- Cissa Guimarães... Aninha
- Cláudia Ohana... Soninha
- Adriano Reys... Braga
- Evandro Mesquita... Paulinho
- Ricardo Zambelli... Adolfinho
- Pedro Paulo Rangel... Leopoldo
- Flávio São Thiago... Armando
- Nina de Pádua... Ciça
- Márcia Rodrigues... Fernanda
- Jacqueline Laurence... Daise
- Rogério Fróes... Monteiro
- Tânia Boscoli... Sandra